# U 214
U 214 war ein deutsches U-Boot vom Typ VII D, das im Zweiten Weltkrieg durch die Kriegsmarine im Nord-, Mittel- und Westatlantik, sowie in der Biskaya und im Ärmelkanal unter anderem zu Minenunternehmungen eingesetzt wurde.

## Geschichte
Der Bauauftrag für U 214 datiert vom 16. Februar 1940. Dieser Bauauftrag umfasste insgesamt sechs Boote vom Typ VII D. Davon lieferte die Kieler Germaniawerft vier im Jahr 1941 und weitere zwei im Jahr 1942 aus. Ein VII D-Boot war 76,9 m lang und verdrängte unter Wasser 1080 m³. Zwei Dieselmotoren mit je 1.400 PS gewährleisteten bei Überwasserfahrt eine Höchstgeschwindigkeit von 16 Knoten. Diese Boote waren bewaffnet mit vier Bug- und einem Hecktorpedorohr und führten üblicherweise 14 Torpedos mit sich. Die VII D-Boote waren für Minenunternehmungen konzipiert und hatten daher hinter dem Turm eine Sektion mit Minenschächten. Die Kiellegung von U 214 fand am 5. Oktober 1940 statt, der Stapellauf erfolgte am 18. September 1941. Am 1. November 1941 wurde U 214 von Oberleutnant zS Günther Reeder in Dienst gestellt. 

## Kommandanten
U 214 hatte seit der Indienststellung im November 1941 drei Kommandanten. Der Erste war Günther Reeder, der während seiner fünften Feindfahrt mit diesem Boot am 7. Mai schwer verwundet wurde. Das Boot hatte den Auftrag, das Seegebiet vor Dakar zu verminen und war am Vortag aus Brest ausgelaufen, als es von einem britischen Whitley-Bomber entdeckt und angegriffen wurde. Die Wasserbomben der Whitley richteten bei U 214 keine erheblichen Schäden an, aber Kommandant Reeder wurde durch Maschinengewehrbeschuss so sehr verletzt, dass er das Kommando an seinen Ersten Wachoffizier (1 WO), OblzS Rupprecht Stock übergab, der das Boot als Kommandant in Vertretung zurück nach Brest brachte, wo U 214 am 10. Mai wieder einlief.  Nach dieser abgebrochenen Unternehmung wurde Rupprecht Stock zum neuen Kommandanten ernannt. Er führte mit dem Boot vier Feindfahrten durch, bei denen ein Schiff mit 1.525 BRT versenkt wurde. Rupprecht Stock verließ U 214 im Juli 1944 und übernahm das Kommando auf U 218. Der letzte Kommandant von U 214 war Gerhard Conrad, einer der jüngsten U-Bootkommandanten des Zweiten Weltkriegs. Er führte mit dem Boot eine Feindfahrt durch, bei der U 214 mit der gesamten Besatzung versank.

## Versenkungen
Kommandant Reeder versenkte während seiner Feindfahrten mit U 214 drei Schiffe mit insgesamt 18.266 BRT. Am 18. August 1942 traf er mit einem Torpedofächer gleichzeitig drei Schiffe: einen niederländischen und einen britischen Dampfer sowie einen britischen Hilfskreuzer. Letzterer konnte beschädigt entkommen, während die beiden Dampfer sanken. In den letzten Tagen des Dezembers versenkte er den polnischen Dampfer Paderewski durch Artilleriebeschuss. Reeders Nachfolger erzielte lediglich eine bestätigte Beschädigung an einem amerikanischen Frachter. Eine Versenkung kann nicht eindeutig zugeordnet werden. Es handelt sich hierbei um das amerikanische U-Boot Dorado, das am oder nach dem 15. Oktober wahrscheinlich nach einem Minentreffer sank. Ursächlich könnte eine Mine gewesen sein, die am 13. Oktober von U 214 ausgelegt worden war. Diese Versenkung kann aber Kommandant Stock nicht eindeutig zugeschrieben werden.

## Turmwappen
Das Wappenmotiv des Bootes war unter allen drei Kommandanten dasselbe. Es wurde nur einmal verändert. U 214 trug den Berliner Bären am Turm und nach der Veränderung trug es den Berliner Bär, der sich in einem Hufeisen befand. Unter dem Wappen stand Uns kann keener! geschrieben.

## Verbleib
U 214 lief am 23. Juli 1944 unter dem neuen Kommandanten Gerhard Conrad zu seiner letzten Unternehmung aus. Das Boot operierte vor der Landzunge Start Point, der südlichsten Ausdehnung der Küste von Devon, um dort Minen zu legen. Am 26. Juli 1944 konnte die britische Fregatte HMS Cooke das U-Boot ausmachen und mit Wasserbomben versenken. Das Boot sank mit der gesamten Besatzung von 48 Mann südöstlich des Eddystone-Leuchtturms.